# Bistum Zielona Góra-Gorzów
Das Bistum Zielona Góra-Gorzów (lat. Dioecesis Viridimontanensis-Gorzoviensis, poln. Diecezja zielonogórsko-gorzowska) ist eine Diözese der römisch-katholischen Kirche im Westen Polens, das das Gebiet der Woiwodschaft Lebus und Teile angrenzender Woiwodschaften umschließt (im Wesentlichen den nach dem Zweiten Weltkrieg an Polen gefallenen Teil Brandenburgs). Bischofssitz ist Zielona Góra (deutsch: Grünberg i.Schlesien), die Bischofskirche ist St. Marien in Gorzów Wielkopolski (deutsch: Landsberg a.d.Warthe).

## Geografische Lage
Das Bistum Zielona Góra-Gorzów grenzt im Westen an das Bistum Görlitz und das Erzbistum Berlin, im Norden an das Erzbistum Stettin-Cammin und an das Bistum Koszalin-Kołobrzeg (Köslin-Kolberg), im Osten an das Erzbistum Posen und im Süden an das Erzbistum Breslau sowie das Bistum Legnica (Liegnitz). Mit dem Bistum Koszalin-Kołobrzeg ist es dem Metropolitanbistum Stettin-Cammin untergeordnet.

## Geschichte
Das Bistum ist eine noch junge Diözese, die als Bistum Gorzów (deutsch Landsberg a.d.Warthe) am 28. Juni 1972 von Papst Paul VI. mit der Apostolischen Konstitution Episcoporum Poloniae coetus aus Diözesangebieten errichtet wurde, die bis dahin de jure zum Bistum Berlin bzw. zur Prälatur Schneidemühl gehörten, seit September 1945 de facto aber Apostolische Administratoren von Kamień, Lubusz und der Prälatur Piła, mit Sitz in Gorzów Wielkopolski, unterstanden hatten. Seine Gründung knüpft dabei auch an die Tradition des früheren Bistums Lebus an, das bis zur Zeit der Reformation bestand. Am 25. März 1992 wurde die Diözese durch Papst Johannes Paul II. mit der Apostolischen Konstitution Totus Tuus Poloniae populus in Bistum Zielona Góra-Gorzów (deutsch Grünberg-Landsberg) umbenannt und dem Erzbistum Stettin-Cammin als Suffragandiözese unterstellt.

## Bischöfe

### Apostolische Administratoren von Kamień, Lubusz und der Prälatur Piła, mit Sitz in Gorzów Wielkopolski
- Edmund Nowicki, Apostolischer Administrator 1945–1951
- Tadeusz Załuczkowski, Kapitularvikar 1951–1952
- Zygmunt Szelążek, Kapitularvikar 1952–1956
- Teodor Bensch, Apostolischer Administrator 1956–1958
- Józef Michalski, Kapitularvikar 1958
- Wilhelm Pluta, Apostolischer Administrator 1958–1972

### Bischöfe seit 1972
- Liste der Bischöfe von Zielona Góra-Gorzów

## Dekanate
| - Babimost (Bomst) - Drezdenko (Driesen) - Głogów (Glogau) – St. Nikolaus - Głogów – Maria, Königin von Polen - Gorzów Wielkopolski (Landsberg an der Warthe) – Christkönig - Gorzów Wielkopolski – Heiligste Dreifaltigkeit - Gorzów Wielkopolski – Kathedrale - Gubin (Guben) - Kostrzyn nad Odrą (Küstrin an der Oder) - Kożuchów (Freystadt in Schlesien) | - Krosno Odrzańskie (Crossen an der Oder) - Lubsko (Sommerfeld) - Łęknica (Lugknitz) - Nowa Sól (Neusalz an der Oder) - Pszczew (Betsche) - Rokitno (Rokitten) - Rzepin (Reppen) - Sława (Schlawa) - Strzelce Krajeńskie (Friedeberg) - Sulechów (Züllichau) | - Sulęcin (Zielenzig) - Szprotawa (Sprottau) - Świebodzin (Schwiebus) – Barmherzigkeit - Świebodzin – Maria, Königin von Polen - Wschowa (Fraustadt) - Zielona Góra (Grünberg in Schlesien) – Heilig Geist - Zielona Góra – Heilig Kreuz - Zielona Góra – St. Hedwig - Żagań (Sagan) - Żary (Sorau) |

## Bistumspatrone
- Matka Boża Rokitniańska – Gottesmutter von Rokitno, 15. August
- Benedikt, Johannes, Matthäus, Isaak und Krystyn (Fünf Heilige Brüder aus Meseritz), 12./13. November